# Major Harris
Major Harris (Richmond, 9 febbraio 1947 – Richmond, 9 novembre 2012) è stato un cantante e chitarrista statunitense.

## Biografia
In gioventù Harris suona in vari gruppi musicali, tra cui: i Charmers, i Teenagers, i Jarmels e i Nat Turner's Rebellion. Negli anni settanta fonda, insieme a Randy Cain, i Delfonics da cui esce nel 1974. Incidendo con la Atlantic Records, Harris compone molte hits, come ad esempio il singolo Love Won't Let Me Wait, arrivato al 5º posto della Billboard Hot 100.
Con Bobby Eli e Vinnie Barrett canta Love Won't Let Me Wait, singolo che verrà premiato col disco d'oro dall'associazione americana dei produttori discografici il 25 giugno 1975.
Con il declino della carriera di cantante solista, Harris decide di tornare nei Delfonics.
Il 9 novembre 2012, all'età di 65 anni, muore a Richmond.

## Discografia da solista

### Album
- My Way (Atlantic Records, 1975)
- Jealousy (Atlantic, 1976)
- How Do You Take Your Love (RCA Records, 1978)
- I Believe in Love (Streetwave, 1984)
- I Believe in Love (Hot Productions, 1995)

### Raccolte
- The Best of Major Now and Then (1981)
- The Best of Now and Then Hot Productions 1994)

### Singoli
- 1975 - Love Won't Let Me Wait
- 1975 - It's Got to Be Magic
- 1975 - Loving You Is Mellow
- 1976 - Laid Back Love
- 1976 - Jealousy/Tynisa (Goddess of Love)
- 1981 - Here We Are (promo)
- 1983 - All My Life
- 1983 - Beside Me
- 1984 - I Want Your Love
- 1984 - Gotta Make Up Your Mind
- 1984 - I Believe in Love
- 1986 - Love Is Everything/I Want Your Love
- 1989 - Patches/Love Won't Let Me Wait (con Clarence Carter)